# Ann Linde
Ann Christin Linde (født 4. december 1961) er en svensk politiker fra Socialdemokraterne i Sverige, som var været Sveriges udenrigsminister siden 2019 i først Regeringen Löfven II og fra 2021 i Regeringen Andersson.
Linde var tidligere minister for Utrikesdepartementet og minister for nordisk samarbejde. Før det var hun minister for EU-anliggender og handel for Löfvens første regering siden den 25. maj 2016.

## Politisk karriere
I løbet af 1990'erne arbejdede Linde i regeringskontorer, herunder ministeriet for civilanliggender og som politisk rådgiver for EU- og handelsministeren Mats Hellström om udenrigsanliggender og for forsvarsminister Björn von Sydow i forsvarsministeriet.
Linde arbejdede som statssekretær for den svenske indenrigsminister. Hun arbejdede som statssekretær under indenrigsminister Anders Ygeman ved Justitsministeriet. Linde var mellem 2013–2014, leder af Den Internationale Afdeling for De Europæiske Socialdemokrater i Bruxelles, en paraplyorganisation for alle socialdemokratiske partier i EU. Hun har tidligere været international sekretær ved Socialdemokratiet i Sverige fra 2000 til 2013. I samme periode sad hun i bestyrelsen for Olof Palmes International Center, sidste gang som næstformand.
Under Lindes ledelse besluttede Sveriges regering i marts 2020 at sende en hurtig reaktionsstyrke på op til 150 tropper og helikoptere til Mali, for at slutte sig til den franskledede Takuba-taskforce, der bekæmper militanter knyttet til al Qaida og Islamisk stat i Sahel- regionen i Nordafrika.

## Kontroverser
Linde tiltrak kritik for at have båret et hovedtørklæde under et regeringsbesøg i Teheran i 2017.
Som statssekretær ved Justitsministeriet var Linde en af de første politikere i regeringsembederne, der modtog information fra Sikkerhedsdepartementet om, at hemmelige informationer om indkøb i den svenske Transportstyrelse, var gjort tilgængelig for ikke-clearede personer uden for landet. Da dette kom i mediernes søgelys i sommeren 2017, mødte sagen stærk kritik fra den borgerlige opposition og fra Sverigesdemokraterna.

## Personlige liv
Siden 1989 har Linde været gift med Mats Eriksson. Hun har to børn.